# Carnaval de Rio Branco
O Carnaval de Rio Branco é um evento que acontece todos os anos na cidade de Rio Branco, estado do Acre. É um carnaval muito agitado e alegre. No estado do Acre tem o bloco mas famoso, é o tradicional bloco Urubu Cheiroso.

## História
O primeiro carnaval de rua da cidade de Rio Branco foi realizado no ano de 1882. Na década de 1940, a principal rivalidade do carnaval local ocorria entre os clubes Rio Branco, do Primeiro Distrito, e Sociedade Recreativa Tentamen, do Segundo Distrito. Já na década de 1950, houve a primeira escolha do Rei Momo da cidade: Luiz Lima dos Santos, o qual manteve-se no posto por mais de quinze anos. Em 1955, Zelita Rodrigues é eleita a primeira Rainha do carnaval de Rio Branco. Os blocos de rua originaram as escolas de samba na década de 1960, que efetuavam seus desfiles na avenida Getúlio Vargas. A partir de 1980, as escolas e blocos de rua de Rio Branco entram em decadência. Os desfiles de rua foram realizados no Calçadão da Gameleira até o ano de 2007.
Atualmente, não são realizados os desfiles de escola de samba; em 1991, o governador Edmundo Pinto de Almeida Neto cancelou os recursos financeiros que o Estado repassava diretamente às escolas, contribuindo para o fim das agremiações. O carnaval de Rio Branco chegou a ser eleito como o melhor da Região Norte do Brasil, segundo o levantamento da Comissão Carnavalesca do Estado do Rio de Janeiro realizado em 1989.
No presente, os principas eventos do carnaval da capital acriana são os desfiles de blocos de rua e o Folia na Arena, realizado no estádio Arena da Floresta.